# De numero hidarum in Anglia

Mapa Anglii.

De numero hidarum in Anglia (ang. Tribal Hidage) − dokument zawierający listę trzydziestu pięciu anglosaskich plemion zamieszkałych w Brytanii. Lista plemion powstała między VII a IX stuleciem i została odkryta w 1626 roku. 
Obejmuje ona szereg niezależnych królestw i innych mniejszych terytoriów. Do każdego z nich przypisana jest liczba zajmowanych hide'ów (łanów). Dokument wymienia jedynie ludy osiadłe na południe od estuarium Humber. Część z nich nigdy nie została zidentyfikowana przez badaczy. Pierwotny cel autora Tribal Hidage pozostaje nieznany. Być może lista została sporządzona na polecenie któregoś z władców i miała mieć charakter propagandowy. Istnieje prawdopodobieństwo, że podane liczby są czysto symboliczne i nie przedstawiają prawdziwej ilości łanów, a jedynie odzwierciedlają prestiż poszczególnych terytoriów. Nie jest znane również miejsce pochodzenia dokumentu. Najprawdopodobniej mógł zostać napisany w Mercji, bądź Nortumbrii.

## Lista plemion
1. Myrcna landes [...] Mrycna hæt (Mercja) : 30 000 hide'ów
2. Wocen sætna (Wreocensæte) : 7000
3. Westerna (Magonsæte) : 7000
4. Pecsætna (Pecset) : 1200
5. Elmed sætna (Elmet) : 600
6. Lindesfarona mid Hæþ feldlande (Lindsey z Hatfield Chase) : 7000
7. Suþ gyrwa (południowy Gyrwas) : 600
8. Norþ gyrwa (północny Gyrwas) : 600
9. East wixna : 300
10. West wixna : 600
11. Spalda : 600
12. Wigesta : 900
13. Herefinna : 1200
14. Sweord ora : 300
15. Gifla : 300
16. Hicca : 300
17. Wiht gara (Wihtware) : 600
18. Noxgaga : 5000
19. Ohtgaga : 2000
20. Hwinca (Hwicce) : 7000
21. Ciltern sætna : 4000
22. Hendrica : 3500
23. Unecungaga : 1200
24. Arosætna : 600
25. Færpinga : 300
26. Bilmiga : 600
27. Widerigga : 600
28. Eastwilla : 600
29. Westwilla : 600
30. East engle (Królestwo Anglii Wschodniej) : 30 000
31. Eastsexena (Essex) : 7000
32. Cantwarena (Kent) : 15 000
33. Suþsexena (Sussex) : 7000
34. Westsexena (Wessex) : 100 000